# Harrison Afful
Harrison Afful (ur. 24 czerwca 1986 w Kumasi) – ghański piłkarz, grający na pozycji prawego obrońcy. W latach 2008-2018 reprezentant Ghany. Srebrny medalista Pucharu Narodów Afryki 2010 i 2015. Brązowy medalista Pucharu Narodów Afryki 2008. Uczestnik Mistrzostw Świata 2014. Półfinalista Pucharu Narodów Afryki 2013 i 2017.

## Kariera klubowa
Afful pochodzi z miasta Kumasi. Piłkarską karierę rozpoczął w klubie Feyenoord Academy, będącej filią holenderskiego klubu Feyenoord. W 2005 roku zadebiutował w jego barwach w ekstraklasie Ghany. W 2007 roku został wypożyczony do klubu z rodzinnego miasta Kumasi, Asante Kotoko. Grał tam do 2008 roku, a następnie powrócił do Feyenoord Academy, a w 2009 roku odszedł do Espérance Tunis. W 2015 trafił do Columbus Crew.

## Kariera reprezentacyjna
W 2008 roku Afful został powołany przez Claude’a Le Roy do reprezentacji Ghany na Puchar Narodów Afryki 2008, nie mając zaliczonego debiutu w kadrze A. Wcześniej zawodnik występował w reprezentacji U-20.